# Mesopotamien (byzantinisches Thema)
Mesopotamien (altgriechisch Μεσοποταμία) war der Name eines byzantinischen Themas in der heutigen Türkei. Sie ist nicht zu verwechseln mit Mesopotamien zwischen den Flüssen Euphrat und Tigris oder mit der oströmischen Provinz Mesopotamia. Das byzantinische Thema befand sich zwischen den Flüssen Arsanias (heute Murat) und Çemisgezek.

## Geschichte

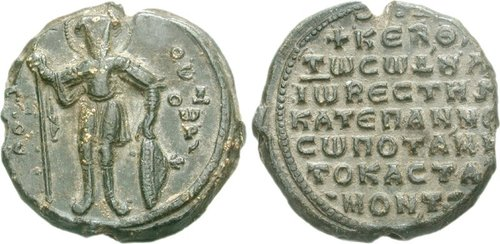
Siegel des Johannes Kastamonites, Vestes und Katepano (Mesopotamien)

Das Thema entstand wahrscheinlich zwischen 899 und 911, als Kaiser Leo VI. (regierte 886–912) den früheren Strategos des Themas Charsianon namens Orestes zu seinem Befehlshaber ernannte. Den Großteil des Themas machte das ehemalige armenische Fürstentum Takis aus, das von einem gewissen Manuel regiert wurde. Manuel und seine Söhne wurden überzeugt, ihre Besitzansprüche aufzugeben, wofür sie mit Land innerhalb des Reiches entschädigt wurden. Die armenisch-besiedelten Distrikte Keltzene (dem Thema Chaldia abgezogen) und Kamacha (Teil des Themas Koloneia) wurden diesem Fürstentum angeschlossen, um das neue Thema zu bilden.
Obwohl Kaiser Konstantin VII. (regierte 913–959) angibt, dass Mesopotamien zuvor eine Kleisoura war, gibt es Hinweise, dass das Thema zuvor eine wichtigere Stellung innehatte. Das Siegel eines „Spatharios und Strategos von Mesopotamien“ wurde auf etwa 810 datiert, was auf das Bestehen eines kurzlebigen gleichnamigen Themas zu dieser Zeit hinweist. Das Siegel eines Tourmarchen mit dem armenischen Namen Mousilikes wird auf ungefähr 870 datiert.
Es ist also möglich, dass Mesopotamien im 9. Jahrhundert als Turma eines Nachbarthemas eingerichtet wurde, obwohl es faktisch ein unabhängiges armenisches Fürstentum war.
Strategen des Themas wurden im ganzen 10. Jahrhundert berufen, sie koexistierten mit dem neuen Posten des „Doux von Mesopotamien“ (eingerichtet etwa 975). Anders als der Strategos hatte der Doux kein festgelegtes Thema, sondern kontrollierte das Zentrum der byzantinischen Ostgrenze. Im 11. Jahrhundert waren fast alle Doukes von Mesopotamien Armenier, zum Beispiel Gregorios Magistros und sein Sohn. Nach der Schlacht bei Manzikert 1071 versuchte Kaiser Michael VII. (regierte 1071–1078) die byzantinische Oberhoheit wiederherzustellen, das Gebiet fiel aber schnell an die Seldschuken.